# Speeding Time
Speeding Time è un album in studio della cantautrice statunitense Carole King, pubblicato nel 1983.

## Tracce
Side 1
1. Computer Eyes (Carole King, Gerry Goffin) - 3:08
2. One Small Voice (King) - 3:01
3. Crying in the Rain (King, Howard Greenfield) - 2:32
4. Sacred Heart of Stone (King, Goffin) - 3:45
5. Speeding Time (King, Goffin) - 4:49

Side 2
1. Standin' on the Borderline (King, Goffin) - 2:55
2. So Ready for Love (King) - 5:22
3. Chalice Borealis (King, Rick Sorensen) - 2:35
4. Dancing (King) - 4:00
5. Alabaster Lady (King) - 5:45